# Ángel Rodríguez López
Ángel Rodríguez López (Cayés, Llanera, 1934 - Gijón, 2016) és un exciclista espanyol, que fou professional entre 1957 i 1962.

## Palmarès
- 1960
  - 1r a la Volta a la Rioja
  - 2n a la Pujada al Naranco

### Resultats a la Volta a Espanya
- 1960. Abandona
- 1961. 43è de la Classificació general
- 1962. Abandona